# 브라자원숭이
브라자원숭이(Cercopithecus neglectus)는 구세계원숭이의 일종이다. 이름은 프랑스 탐험가 피에르 드 브라자의 이름을 따서 지어졌다. 현지에서 습지 원숭이로 알려져 있으며, 중앙아프리카의 습지대에서 종종 발견된다. 몸을 잘 숨기는 능력때문에 발견하기 매우 어려우며, 그래서 종의 수가 정확하지 않다.
천적은 침팬지, 표범, 비단구렁이, 맹금류 다.